# Katharina Huber
Katharina Huber (Leoben, 3 de octubre de 1995) es una deportista austríaca que compite en esquí alpino. Participó en los Juegos Olímpicos de Pekín 2022, obteniendo una medalla de oro en la prueba de equipo mixto. 

## Palmarés internacional
| Juegos Olímpicos | Juegos Olímpicos | Juegos Olímpicos | Juegos Olímpicos |
| Año              | Lugar            | Medalla          | Prueba           |
| ---------------- | ---------------- | ---------------- | ---------------- |
| 2022             | Pekín (China)    | Medalla de oro   | Equipo mixto     |